# 宇治駐屯地
宇治駐屯地（うじちゅうとんち、JGSDF Camp Uji）は京都府宇治市五ヶ庄官有地に所在し、陸上自衛隊関西補給処等が駐屯する陸上自衛隊の駐屯地である。駐屯地司令は、陸上自衛隊関西補給処長が兼務。

## 沿革
日本陸軍
- 1894年（明治27年）11月：「大阪陸軍砲兵工廠宇治火薬製造所」が宇治に発足[1]
- 1937年（昭和13年）8月17日：火薬製造所が爆発、午後11時過ぎから翌日未明にかけて3度の爆発が起こり、火薬を製造していた5工場全滅。周辺の民家への被害は全焼も含め856戸。重軽傷22人[2]。

アメリカ軍
- 1945年（昭和20年）9月：米軍駐留（1946年5月まで）[1]

警察予備隊宇治駐屯地
- 1951年（昭和26年）
  - 2月15日：陸軍砲兵工廠宇治火薬製造所跡地に警察予備隊宇治管理補給部隊が発足[1]し、宇治駐屯地が開設。
  - 5月11日：第902重輸送車両中隊が舞鶴駐屯地から移駐。

保安隊宇治駐屯地
- 1952年（昭和27年）
  - 10月15日：保安隊発足により警察予備隊宇治管理補給部隊が保安隊関西地区補給廠に改称[1]。
  - 12月3日：需品補給しょうが松戸駐屯地に移駐。
- 1953年（昭和28年）
  - 6月20日：臨時化学教育隊が保安隊関西地区補給しょう（宇治駐屯地）内に編成。
  - 8月1日：関西地区補給しょうに化学教育隊が新編。

陸上自衛隊宇治駐屯地
- 1954年（昭和29年）
  - 7月1日：陸上自衛隊発足により保安隊関西地区補給廠が陸上自衛隊関西地区補給処に改称[1][3]。
  - 8月5日：化学教育隊が富士駐屯地に移駐。
  - 11月10日：桂分屯地が開設。
- 1960年（昭和35年）
  - 1月14日：桂分屯地が駐屯地に昇格。
  - 12月9日：祝園分屯地が新設。
- 1998年（平成10年）3月26日：陸上自衛隊関西地区補給処が陸上自衛隊関西補給処に改称。

## 駐屯部隊

### 中部方面隊隷下部隊
- 関西補給処本処
- 中部方面システム通信群
  - 第104基地システム通信大隊
    - 第318基地通信中隊
      - 宇治派遣隊

### 防衛大臣直轄部隊
- 中部方面警務隊
  - 第131地区警務隊
    - 宇治連絡班

## 最寄の幹線交通
- 高速道路：京滋バイパス宇治東IC
- 一般道：国道1号、国道24号、国道171号（イナイチ）、京都府道7号京都宇治線、36号大津宇治線、69号城陽宇治線
- 鉄道：JR西日本奈良線黄檗駅、京阪宇治線黄檗駅